# Extinctions
Pour les articles homonymes, voir Extinction.
Extinctions (ou Sauvés de l'extinction) est une série documentaire créée par Frédéric Lepage et diffusée à partir du 23 juillet 2010 sur France 5.

## Synopsis
Cette série est consacrée aux espèces animales en voie de disparition. Chaque épisode met la lumière sur une espèce animale menacée et suit de près les travaux mené par des scientifiques.  

## Épisodes
| Épisode                           | Titre                            | Réalisateur                             | Première diffusion     |
| Saison 1 : Extinctions            | Saison 1 : Extinctions           | Saison 1 : Extinctions                  | Saison 1 : Extinctions |
| --------------------------------- | -------------------------------- | --------------------------------------- | ---------------------- |
| 1                                 | Le guépard                       | David Jankowski                         | 23 juillet 2010        |
| 2                                 | L'orang-outan                    | Idzwan Othman                           | 30 juillet 2010        |
| 3                                 | Le tigre                         | Guillaume Lévis et Isabelle Han         | 6 août 2010            |
| 4                                 | L'éléphant d'Asie                | Jean-Marie Cornuel                      | 13 août 2010           |
| 5                                 | Le jaguar                        | Mauricio Dias                           | 20 août 2010           |
| 6                                 | L'ours polaire                   | Penny Lee Colbourne et Harold Arsenault | 27 août 2010           |
| Saison 2 : Sauvés de l'extinction |                                  |                                         |                        |
| 7                                 | La tortue qui venait d'ailleurs  | Mauricio Dias                           | 24 décembre 2012       |
| 8                                 | La malédiction du lycaon         | Jean-Luc Guidoin                        | 25 décembre 2012       |
| 9                                 | L'œuf du condor                  | Jean-Marie Cornuel                      | 26 décembre 2012       |
| 10                                | Les chevaux qui voulaient un roi | Guillaume Lévis                         | 31 décembre 2012       |
| 11                                | Les tamarins assiégés            | Mauricio Dias                           | 1er janvier 2013       |
| 12                                | Oryx, les exfiltrés              | Denis Dommel                            | 2 janvier 2013         |

## Fiche technique
- Auteur : Frédéric Lepage
- Réalisateur : Jean-Marie Cornuel, Mauricio Dias, Isabelle Han, Guillaume Lévis
- Musique : Carolin Petit, Charles Lee, Alexandre Guerra
- Narrateur : Patrick Floersheim, Garry Granville, Pierre-Alain de Garrigues
- Durée : 12 x 52 minutes
- Sociétés de production : FL Concepts & Co, France Télévisions